# 花楸叶马先蒿
花楸叶马先蒿（学名：Pedicularis sorbifolia）是列当科马先蒿属的植物，为中国的特有植物。分布于中国大陆的四川等地，多生长在原始冷杉林下苔藓中，目前尚未由人工引种栽培。